# 艺术自由
艺术自由（英語：artistic freedom），或艺术表达自由（freedom of artistic expression），是指不受政府审查、政治干预或非国家行为者的压力进行想象、创造和传播各种文化表达的自由。一般来说，这一词汇用来描述艺术家自主进行艺术创作的程度。此外，艺术自由还涉及“公民接触艺术表现形式和参与文化生活的权利”，因此相当于民主的关键问题之一。